# Северная Македония на зимних Олимпийских играх 2022
Северная Македония на зимних Олимпийских играх 2022 года будет представлена тремя спортсменами в двух дисциплинах лыжного спорта. На церемонии открытия Игр право нести национальный флаг было доверено лыжнице Ане Цветановска и горнолыжнику Дардану Дехари.

## Состав сборной
Горнолыжный спорт
1. Дардан Дехари

 Лыжные гонки
1. Ставре Яда
2. Ана Цветановска

## Результаты соревнований

### Лыжные виды спорта

#### Горнолыжный спорт
Квалификация спортсменов для участия в Олимпийских играх осуществлялась на основании специального квалификационного рейтинга FIS по состоянию на 16 января 2022 года. При этом НОК для участия в Олимпийских играх мог выбрать только того спортсмена, который вошёл в топ-500 олимпийского рейтинга в своей дисциплине, и при этом имел определённое количество очков, согласно квалификационной таблице. Страны, не имеющие участников в числе 500 сильнейших спортсменов, могли претендовать только на квоты категории «B» в технических дисциплинах. По итогам квалификационного отбора сборная Северной Македонии завоевала одну олимпийскую лицензию. Горнолыжник Дардан Дехари во время тренировочных заездов получил травму и не смог выступить на Олимпийских играх.

#### Лыжные гонки
Квалификация спортсменов для участия в Олимпийских играх осуществлялась на основании специального квалификационного рейтинга FIS по состоянию на 16 января 2022 года. Для получения олимпийской лицензии категории «A» спортсменам необходимо было набрать определённое количество очков, согласно квалификационной таблице. При этом каждый НОК может заявить на Игры 1 мужчину и 1 женщины, если они выполнили квалификационный критерий «B», по которому они смогут принять участие в спринте и гонках на 10 км для женщин или 15 км для мужчин. По итогам квалификационного отбора сборная Северной Македонии завоевала 2 олимпийские лицензии.
Мужчины
Дистанционные гонки
| Соревнование           | Спортсмены | Результат | Место | Отставание |
| ---------------------- | ---------- | --------- | ----- | ---------- |
| 50 км свободным стилем | Ставре Яда | 1:25:41,8 | 56    | +14:09,1   |

Спринт
| Соревнование | Спортсмены | Квалификация | Квалификация | Четвертьфинал        | Четвертьфинал        | Четвертьфинал        | Полуфинал            | Полуфинал            | Полуфинал            | Финал                | Финал                | Итоговое место |
| Соревнование | Спортсмены | Результат    | Место        | Заезд                | Результат            | Место                | Заезд                | Результат            | Место                | Результат            | Место                | Итоговое место |
| ------------ | ---------- | ------------ | ------------ | -------------------- | -------------------- | -------------------- | -------------------- | -------------------- | -------------------- | -------------------- | -------------------- | -------------- |
| спринт       | Ставре Яда | 3:29,13      | 86           | завершил выступление | завершил выступление | завершил выступление | завершил выступление | завершил выступление | завершил выступление | завершил выступление | завершил выступление | 86             |

Женщины
Дистанционные гонки
| Соревнование              | Спортсмены      | Результат | Место | Отставание |
| ------------------------- | --------------- | --------- | ----- | ---------- |
| 10 км классическим стилем | Ана Цветановска | 39:57,7   | 95    | +11:51,4   |